# Glazoué
Glazoué är en kommun i departementet Collines i Benin. Kommunen har en yta på 1 350 km2, och den hade 124 431 invånare år 2013.